# Болдино (станция)
Бо́лдино — железнодорожная станция Горьковской железной дороги на линии Москва — Владимир в посёлке Болдино Петушинского района Владимирской области. На станции останавливается три пары электропоездов Москва — Владимир, и одна пара электропоездов Петушки — Владимир.
На станции — две пассажирских платформы, соединённых только настилом через пути. Не оборудована турникетами.
Время движения от Петушков — 15—16 минут.
Станция примечательна тем, что в 1892 году сюда прибыл художник-пейзажист Исаак Левитан. В имении близ станции Болдино он проводил лето. Здесь он писал этюды к картине «Владимирка».